# 交響曲第10番 (ヴァインベルク)
交響曲第10番イ短調作品98は、ミェチスワフ・ヴァインベルクが1968年にモスクワ室内管弦楽団のために作曲し、同楽団に捧げられた交響曲。初演は1968年12月8日、ルドルフ・バルシャイ指揮モスクワ室内管弦楽団により演奏され、1970年には同楽団により初録音が行われた。

## 概要
この曲はソリストと弦楽オーケストラのアンサンブルが掛け合う合奏協奏曲として作曲されている。
第1楽章はワサリエフのために書かれた独奏チェロのカデンツァが、第2楽章と第5楽章は独奏ヴァイオリン、ヴィオラ、チェロと2本のコントラバスが活躍する。

## 楽曲構成
- 第1楽章 Concerto Grosso Grave Allegro
- 第2楽章 Pastoral Lento
- 第3楽章 Chanson Andantino
- 第4楽章 Burlesque Allegro Con fuoco
- 第5楽章 Invension Listesso Allegro Grave